# Thi Điện
Thi Điện (施甸县, Hán Việt: Thi Điện huyện) là một huyện tại địa cấp thị, Bảo Sơn, tỉnh Vân Nam, Cộng hòa Nhân dân Trung Hoa. Huyện này có diện tích 2.009 km², dân số năm 2003 là 330.000 người. Huyện lỵ đóng tại trấn Điện Dương. 

## Các đơn vị hành chính
Địa cấp thị Thủy Phú có
- Các trấn: Điện Dương (甸阳镇), Do Vượng (由旺镇), Nhân Hòa (仁和镇) và Thái Bình (太平镇).
- Các hương: Diêu Quan (姚关乡), Vạn Hưng (万兴乡), Bãi Lang Di tộc Bố Lãng tộc (摆榔彝族布朗族乡), Tửu Phòng (酒房乡), Cựu Thành (旧城乡), Mộc Lão Nguyên Bố Lãng tộc Di tộc (木老元布朗族彝族乡), Lão Mạch (老麦乡), Hà Nguyên (何元乡) và Thủy Trường (水长乡).

## Khí hậu
| Dữ liệu khí hậu của Thi Điện, elevation 1.471 m (4.826 ft), (1991–2020 normals, extremes 1981–2010) | Dữ liệu khí hậu của Thi Điện, elevation 1.471 m (4.826 ft), (1991–2020 normals, extremes 1981–2010) | Dữ liệu khí hậu của Thi Điện, elevation 1.471 m (4.826 ft), (1991–2020 normals, extremes 1981–2010) | Dữ liệu khí hậu của Thi Điện, elevation 1.471 m (4.826 ft), (1991–2020 normals, extremes 1981–2010) | Dữ liệu khí hậu của Thi Điện, elevation 1.471 m (4.826 ft), (1991–2020 normals, extremes 1981–2010) | Dữ liệu khí hậu của Thi Điện, elevation 1.471 m (4.826 ft), (1991–2020 normals, extremes 1981–2010) | Dữ liệu khí hậu của Thi Điện, elevation 1.471 m (4.826 ft), (1991–2020 normals, extremes 1981–2010) | Dữ liệu khí hậu của Thi Điện, elevation 1.471 m (4.826 ft), (1991–2020 normals, extremes 1981–2010) | Dữ liệu khí hậu của Thi Điện, elevation 1.471 m (4.826 ft), (1991–2020 normals, extremes 1981–2010) | Dữ liệu khí hậu của Thi Điện, elevation 1.471 m (4.826 ft), (1991–2020 normals, extremes 1981–2010) | Dữ liệu khí hậu của Thi Điện, elevation 1.471 m (4.826 ft), (1991–2020 normals, extremes 1981–2010) | Dữ liệu khí hậu của Thi Điện, elevation 1.471 m (4.826 ft), (1991–2020 normals, extremes 1981–2010) | Dữ liệu khí hậu của Thi Điện, elevation 1.471 m (4.826 ft), (1991–2020 normals, extremes 1981–2010) | Dữ liệu khí hậu của Thi Điện, elevation 1.471 m (4.826 ft), (1991–2020 normals, extremes 1981–2010) |
| Tháng                                                                                               | 1                                                                                                   | 2                                                                                                   | 3                                                                                                   | 4                                                                                                   | 5                                                                                                   | 6                                                                                                   | 7                                                                                                   | 8                                                                                                   | 9                                                                                                   | 10                                                                                                  | 11                                                                                                  | 12                                                                                                  | Năm                                                                                                 |
| --------------------------------------------------------------------------------------------------- | --------------------------------------------------------------------------------------------------- | --------------------------------------------------------------------------------------------------- | --------------------------------------------------------------------------------------------------- | --------------------------------------------------------------------------------------------------- | --------------------------------------------------------------------------------------------------- | --------------------------------------------------------------------------------------------------- | --------------------------------------------------------------------------------------------------- | --------------------------------------------------------------------------------------------------- | --------------------------------------------------------------------------------------------------- | --------------------------------------------------------------------------------------------------- | --------------------------------------------------------------------------------------------------- | --------------------------------------------------------------------------------------------------- | --------------------------------------------------------------------------------------------------- |
| Cao kỉ lục °C (°F)                                                                                  | 23.4 (74.1)                                                                                         | 27.1 (80.8)                                                                                         | 30.0 (86.0)                                                                                         | 31.6 (88.9)                                                                                         | 32.9 (91.2)                                                                                         | 33.0 (91.4)                                                                                         | 32.4 (90.3)                                                                                         | 32.9 (91.2)                                                                                         | 31.9 (89.4)                                                                                         | 30.9 (87.6)                                                                                         | 26.4 (79.5)                                                                                         | 24.1 (75.4)                                                                                         | 33.0 (91.4)                                                                                         |
| Trung bình ngày tối đa °C (°F)                                                                      | 18.9 (66.0)                                                                                         | 20.7 (69.3)                                                                                         | 23.7 (74.7)                                                                                         | 25.8 (78.4)                                                                                         | 27.0 (80.6)                                                                                         | 27.3 (81.1)                                                                                         | 26.8 (80.2)                                                                                         | 27.4 (81.3)                                                                                         | 26.9 (80.4)                                                                                         | 25.0 (77.0)                                                                                         | 22.1 (71.8)                                                                                         | 19.5 (67.1)                                                                                         | 24.3 (75.7)                                                                                         |
| Trung bình ngày °C (°F)                                                                             | 10.5 (50.9)                                                                                         | 12.8 (55.0)                                                                                         | 16.0 (60.8)                                                                                         | 18.7 (65.7)                                                                                         | 21.1 (70.0)                                                                                         | 22.6 (72.7)                                                                                         | 22.3 (72.1)                                                                                         | 22.2 (72.0)                                                                                         | 21.2 (70.2)                                                                                         | 18.8 (65.8)                                                                                         | 14.5 (58.1)                                                                                         | 11.2 (52.2)                                                                                         | 17.7 (63.8)                                                                                         |
| Tối thiểu trung bình ngày °C (°F)                                                                   | 4.0 (39.2)                                                                                          | 6.0 (42.8)                                                                                          | 9.2 (48.6)                                                                                          | 12.5 (54.5)                                                                                         | 16.4 (61.5)                                                                                         | 19.3 (66.7)                                                                                         | 19.5 (67.1)                                                                                         | 19.1 (66.4)                                                                                         | 17.9 (64.2)                                                                                         | 14.9 (58.8)                                                                                         | 9.4 (48.9)                                                                                          | 5.3 (41.5)                                                                                          | 12.8 (55.0)                                                                                         |
| Thấp kỉ lục °C (°F)                                                                                 | −3.2 (26.2)                                                                                         | −2.3 (27.9)                                                                                         | −0.1 (31.8)                                                                                         | 4.9 (40.8)                                                                                          | 8.9 (48.0)                                                                                          | 14.2 (57.6)                                                                                         | 13.7 (56.7)                                                                                         | 14.1 (57.4)                                                                                         | 10.0 (50.0)                                                                                         | 6.4 (43.5)                                                                                          | 1.7 (35.1)                                                                                          | −2.4 (27.7)                                                                                         | −3.2 (26.2)                                                                                         |
| Lượng Giáng thủy trung bình mm (inches)                                                             | 26.0 (1.02)                                                                                         | 24.2 (0.95)                                                                                         | 29.9 (1.18)                                                                                         | 57.8 (2.28)                                                                                         | 98.9 (3.89)                                                                                         | 115.8 (4.56)                                                                                        | 183.2 (7.21)                                                                                        | 186.3 (7.33)                                                                                        | 117.0 (4.61)                                                                                        | 91.9 (3.62)                                                                                         | 29.6 (1.17)                                                                                         | 9.4 (0.37)                                                                                          | 970 (38.19)                                                                                         |
| Số ngày giáng thủy trung bình (≥ 0.1 mm)                                                            | 4.0                                                                                                 | 4.9                                                                                                 | 7.4                                                                                                 | 11.3                                                                                                | 14.3                                                                                                | 18.8                                                                                                | 23.5                                                                                                | 20.6                                                                                                | 16.1                                                                                                | 12.5                                                                                                | 5.1                                                                                                 | 2.7                                                                                                 | 141.2                                                                                               |
| Độ ẩm tương đối trung bình (%)                                                                      | 66                                                                                                  | 60                                                                                                  | 56                                                                                                  | 60                                                                                                  | 67                                                                                                  | 74                                                                                                  | 79                                                                                                  | 80                                                                                                  | 78                                                                                                  | 77                                                                                                  | 73                                                                                                  | 71                                                                                                  | 70                                                                                                  |
| Số giờ nắng trung bình tháng                                                                        | 226.4                                                                                               | 211.8                                                                                               | 230.1                                                                                               | 216.3                                                                                               | 197.1                                                                                               | 134.3                                                                                               | 103.8                                                                                               | 132.3                                                                                               | 145.9                                                                                               | 171.0                                                                                               | 204.9                                                                                               | 219.8                                                                                               | 2.193,7                                                                                             |
| Phần trăm nắng có thể                                                                               | 68                                                                                                  | 66                                                                                                  | 62                                                                                                  | 56                                                                                                  | 48                                                                                                  | 33                                                                                                  | 25                                                                                                  | 33                                                                                                  | 40                                                                                                  | 48                                                                                                  | 63                                                                                                  | 67                                                                                                  | 51                                                                                                  |
| Nguồn: China Meteorological Administration                                                          | | | | | | | | | | | | | |